# Ernannter Oldenburgischer Landtag
Der Ernannte Landtag in Oldenburg war ein nach dem Zweiten Weltkrieg von der britischen Militärregierung eingesetztes Gremium zur Kontrolle der Landesregierung. Der ernannte Landtag bestand vom 30. Januar 1946 (erste Sitzung) bis zum 6. November 1946 (letzte Sitzung). Zusammen mit dem Ernannten Hannoverschen Landtag und dem Ernannten Braunschweigischen Landtag war er der Vorgänger des Ernannten Niedersächsischen Landtages, welcher sich am 9. Dezember 1946 konstituierte.
Vergleichbare Ernannte Landtage wurden auch in anderen Bundesländern eingerichtet.

## Zusammensetzung

### Präsidium
- Präsident des Oldenburgischen Landtags[2]
  - Johann Albers (FDP)
- Vizepräsidenten[2]
  - Hermann Hagstedt (SPD)
  - Hermann Kalvelage (CDU)

### Sitzverteilung
- KPD: 3
- SPD: 13
- FDP: 16
- Unabh.: 4
- CDU: 18

Die Mitglieder waren aufgrund von Vorschlägen der Parteien durch die britische Militärregierung ernannt worden und setzten sich wie folgt zusammen:
| Kürzel | Fraktion                                    | Sitze |
| ------ | ------------------------------------------- | ----- |
| CDU    | Christlich Demokratische Union Deutschlands | 18    |
| FDP    | Freie Demokratische Partei                  | 16    |
| SPD    | Sozialdemokratische Partei Deutschlands     | 13    |
| Unabh. | Parteilose Abgeordnete                      | 04    |
| KPD    | Kommunistische Partei Deutschlands          | 03    |
| Gesamt | Gesamt                                      | 54    |

## Abgeordnete
| Name                  | Lebensdaten | Fraktion | Anmerkung             |
| --------------------- | ----------- | -------- | --------------------- |
| Wilhelm Abeln         | 1894–1969   | CDU      |                       |
| Johann Albers         | 1890–1964   | FDP      | Landtagspräsident     |
| Richard Bahlmann      | 1887–1974   | FDP      |                       |
| Georg Barkemeyer      | 1887–1983   | FDP      |                       |
| Diedrich Boedecker    | 1879–1968   | FDP      |                       |
| Rudolf von Busch      | 1900–1956   | Unabh.   |                       |
| Clemens Dammann       | 1885–1965   | CDU      |                       |
| Friedrich Döpke       | 1898–1966   | KPD      |                       |
| Fritz Kurt Fiebich    | 1921–2020   | SPD      |                       |
| Johann Fooken         | 1881–1961   | SPD      |                       |
| Johannes Fredeweß     | 1896–1976   | CDU      |                       |
| Elisabeth Frerichs    | 1883–1967   | SPD      |                       |
| Heinrich Fuhrken      | 1883–1956   | FDP      |                       |
| Gerhard Götting       | 1879–1951   | CDU      |                       |
| Margarethe Gramberg   | 1895–1968   | FDP      |                       |
| Hermann Hagstedt      | 1884–1966   | SPD      | Landtagsvizepräsident |
| Adolf Heidenreich     | 1897–1958   | SPD      |                       |
| Karl Hemme            | 1901–1970   | KPD      |                       |
| Josef Hempelmann      | 1893–1967   | CDU      |                       |
| Karl Hoopts           | 1873–1951   | SPD      |                       |
| Hermann Kalvelage     | 1884–1966   | CDU      | Landtagsvizepräsident |
| Friedrich Knollenberg | 1878–1950   | CDU      |                       |
| Frerich Koch          | 1871–1951   | FDP      |                       |
| Johann Koopmann       | 1901–1960   | SPD      |                       |
| Emil Kraft            | 1898–1982   | SPD      |                       |
| Georg Kühling         | 1886–1963   | CDU      |                       |
| August Lechner        | 1903–1985   | CDU      |                       |
| Ernst Löwenstein      | 1881–1974   | Unabh.   |                       |
| Ernst Martens         | 1883–1981   | FDP      |                       |
| Carl Mayer            | 1884–1963   | SPD      |                       |
| Heinrich Meiners      | 1902–1980   | FDP      |                       |
| Friedrich Möller      | 1888–1951   | FDP      |                       |
| Bernhard Müller       | 1887–1970   | SPD      |                       |
| Erwin Müller          | 1899–1982   | FDP      |                       |
| Heinz Niemann         | 1886–1966   | Unabh.   |                       |
| Günther Onken         | 1901–1970   | FDP      |                       |
| Heinrich Otte         | 1891–1975   | CDU      |                       |
| Arthur Raschke        | 1883–1967   | CDU      |                       |
| Johannes Schmidt      | 1902–1977   | FDP      |                       |
| Johann Schmidt        | 1870–1949   | SPD      |                       |
| Wilhelm Schöneboom    | 1904–1967   | KPD      |                       |
| Eberhard Schrewe      | 1881–1966   | SPD      |                       |
| Karl Schröder         | 1890–1966   | SPD      |                       |
| Richard Schute        | 1887–1948   | CDU      |                       |
| J. Hermann Siemer     | 1902–1996   | CDU      |                       |
| Fritz Söhlmann        | 1905–1977   | CDU      |                       |
| Georg Stratmann       | 1878–1949   | CDU      |                       |
| Georg Struthoff       | 1894–1975   | Unabh.   |                       |
| Theodor Tantzen       | 1877–1947   | FDP      |                       |
| Anton Themann         | 1886–1965   | CDU      |                       |
| Anton Thien           | 1900–1987   | CDU      |                       |
| Rudolf Vienup         | 1891–1969   | CDU      |                       |
| Bernhard Wellmann     | 1890–1964   | FDP      |                       |
| Heinrich Wilken       | 1893–1977   | FDP      |                       |